# تشوان لاي
تشو انلاي (بالصينية: 周恩來) (بينيين: Zhōu Ēnlái؛ واد جيلس: (Wade-Giles) تشو ان لاى؛ الأبجدية الصوتية الدولية: (IPA) قالب:IPAc-cmn؛ 5 مارس 1898 - 8 يناير 1976) أول رئيس وزراء لجمهورية الصين الشعبية، تقلد مهام منصبه بدءًا من أكتوبر 1949 حتى وفاته في يناير 1976. عمل تشو في ظل حكم ماو تسى تونج (Mao Zedong) كما قام بدور فعال في تعزيز سيطرة الحزب الشيوعي على السلطة وتشكيل السياسة الخارجية وتنمية الاقتصاد الصيني.
كما ساعدت مهارة ودبلوماسية تشو في العمل في منصب وزير الخارجية الصيني من 1949 إلى 1958. حيث دافع عن التعايش السلمي مع الغرب بعد توقف الحرب الكورية في مؤتمر جنيف 1954 كما ساعد في تنسيق زيارة ريتشارد نيكسون 1972 للصين. وساعد في وضع السياسات المرتبطة بالنزاعات المريرة مع الولايات المتحدة وتايوان والاتحاد السوفيتي (بعد 1960) والهند وفتنام. وعُرف عن تشو بأنه من كبار مساعدي ماو تسى تونغ (Mao Zedong)، الذي رافقه فترة طويلة، كما أنه كان متخصصًا في السياسة الخارجية. وقد ساعدت شخصيات كل من تشو وماو تسى تونغ المتباينة في تكوين فريق ذي كفاءة وفقا للدبلوماسي الأمريكي هنري كيسنجر الذي عمل كثيرا مع كلا الرجلين:
سيطر ماو علي أي تجمع كان يعاني منه تشو. كما دفع شغف ماو النضالي إلى التغلب على المعارضة؛ مما جعل عقل تشو يبحث عن وسائل الإقناع أو الهزيمة. وكان يمتلك ماو حسًا تهكميًا، مما ساعد في التأثير على شو. مما جعل ماو يظن نفسه فيلسوفًا؛ ويرى شو نفسه كمسؤول أو مفاوض. وحرص ماو علي تسريع الأحداث مما جعل تشو قادرًا علي استغلال مجرى الأحداث.
ونظرًا لخبرة تشو الكبيرة؛ استطاع أن يكمل عمليات تطهير كبار المسئولين أثناء الثورة الثقافية في حقبة السبعينيات. وأدت محاولاته لتخفيف ضرر الحراس الحمر (Red Guards) وجهوده لحماية الآخرين من سخطهم إلى جعله شخصية شعبية لها قبول واسع وهذا في مراحل الثورة الأخيرة. وبدأت صحة ماو تسي تونج في التدهور في عامي 1971 و 1972، في نفس التوقيت الذي بدأ نضال تشو مع عصابة الأربعة التي رغبت في تولي قيادة الصين. تدهورت صحة تشو وتوفي قبل وفاة ماو بثمانية أشهر في 8 يناير 1976. مما أدى إلى تحول المقدار الهائل من الحزن الشعبي في بكين إلي غضب على عصابة الأربعة مما أسفر عن حادثة تيانانمن. على الرغم مما حققه هاو جاوفنغ من نجاح، إلا أن دنغ شياوبينغ (Deng Xiaoping) حليف تشو كان قادرًا على القضاء على عصابة الأربعة سياسيًا، وفي نهاية المطاف اعُتبر ماو زعيمًا عظيمًا في عام 1977.

## الحواشي
1. ↑  Henry Kissinger, On China (2011) online ch 9 نسخة محفوظة 11 سبتمبر 2017 على موقع واي باك مشين.

## وصلات خارجية
- تشوان لاي على موقع IMDb (الإنجليزية)
- تشوان لاي على موقع الموسوعة البريطانية (الإنجليزية)
- تشوان لاي على موقع مونزينجر (الألمانية)
- تشوان لاي على موقع إن إن دي بي (الإنجليزية)
- تشوان لاي على موقع قاعدة بيانات الفيلم (الإنجليزية)
- Zhou Enlai Biography From Spartacus Educational
- Zhou Enlai, Stephan Landserger's Chinese Propaganda Pages
- The Mystery of Zhou Enlai by Jonathan Spence from The New York Review of Books
- الفيلم القصير Interview with Zhou En Lai (1965) متوفر للتحميل من موقع أرشيف الإنترنت [المزيد]